# کیودو-تیوکان
کیودو-تیوکان (به لاتین: Kivdo-Tyukan) یک منطقهٔ مسکونی در روسیه است که در استان آمور واقع شده‌است.